# Sandy
Sandy Leah Lima (cunoscută simplu ca Sandy) este o cântăreață braziliană și compozitoare de muzică pop.

## Discografie
- Manuscrito (2010)
- Manuscrito Ao Vivo (2011)
- Princípios, Meios e Fins - EP (2012)
- Sim (2013)
- Meu Canto (2016)

1. ↑   https://istoe.com.br/lucas-lima-mostra-fotos-da-despedida-de-solteiro-em-2008/ Lipsește sau este vid: |title= (ajutor)